# Many Glacier Road
La Many Glacier Road est une route du comté de Glacier, dans le Montana, dans le nord-ouest des États-Unis. Pour partie protégée au sein du parc national de Glacier, cette route permettant d'atteindre Many Glacier depuis l'U.S. Route 89. Ce faisant, elle longea le lac Sherburne par le nord et dessert notamment le district historique de Sherburne Ranger Station.